# Mycénien
Le mycénien est la forme de grec la plus anciennement attestée, parlée en Grèce continentale, en Crète et à Chypre du XVIe siècle av. J.-C. au XIIe siècle av. J.-C. La langue est préservée dans des inscriptions en linéaire B, une écriture attestée pour la première fois en Crète avant le XIVe siècle av. J.-C. La plupart de ces inscriptions ont été rédigées sur des tablettes en argile trouvées à Cnossos en Crète centrale et à Pylos dans le sud-ouest du Péloponnèse. D'autres tablettes ont été trouvées à Mycènes elle-même, à Tirynthe, à Thèbes, à La Canée en Crète occidentale et, plus récemment, à Midéa.
Les tablettes restèrent longtemps indéchiffrables, et plusieurs langages plausibles furent suggérés, jusqu'à ce que Michael Ventris décode le linéaire B en 1952 et prouve qu'il transcrivait une forme archaïque de grec. Plus précisément, le mycénien appartient au groupe des dialectes contenant l'arcadochypriote.
Les textes sur les tablettes sont pour la plupart des listes et des inventaires. Aucune prose narrative n'a survécu. Malgré cela, on peut, grâce à ces vestiges, entrevoir beaucoup sur les personnes qui les ont produits et sur la Grèce mycénienne, la période précédant les siècles obscurs.

## Orthographe
Le mycénien est préservé dans des documents en linéaire B, qui consiste en environ 200 signes et logogrammes. Le linéaire B dérivant du linéaire A, une écriture transcrivant une langue minoenne probablement sans relation avec le grec, il ne reflète pas parfaitement la phonologie du mycénien. Des signes syllabiques en nombre limité doivent représenter un nombre de syllabes produites bien plus élevé, qui auraient été mieux représentées phonétiquement par les lettres d'un alphabet. Des simplifications orthographiques ont donc dû être opérées. Les principales sont[réf. nécessaire] :

## Nouvelle approche dans les interprétations du linéaire B
Il existe une nouvelle théorie, qui utilise la méthode monosyllabique et polysémique, en partant du modèle commun à tous les autres systèmes syllabaires contemporains à la période mycénienne, grâce à laquelle on a obtenu des traductions  de textes religieux dans ce que l’on croyait être des documents administratifs.  Ces traductions présentent des évidences philologiques et archéologiques solides, mais il s’agit d’un travail complexe, plus contraignant à effectuer que la traduction courante des listes administratives.  Pour ceci le traducteur des tablettes mycéniennes doit compter avec une formation spécialisée dans plusieurs disciplines qui sont en grande partie divisées.